# Amblar
Amblar là một đô thị tại tỉnh Trento trong vùng Trentino-Nam Tirol. Tại thời điểm ngày, đô thị này có dân số 213 người và diện tích là 14 km².